# Blue Penny Museum

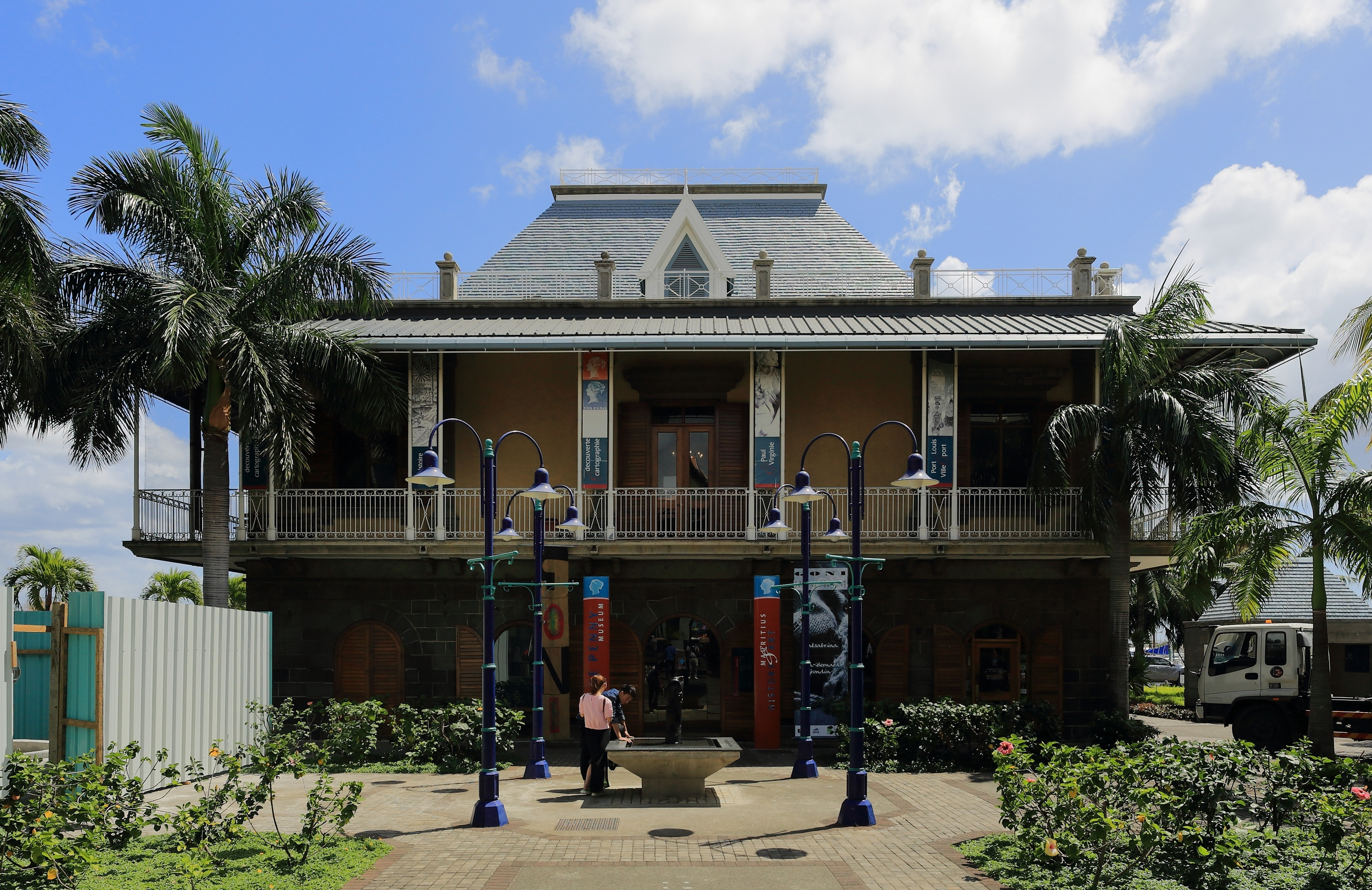
Ansicht Blue-Penny-Museum

Das Blue Penny Museum ist ein Museum in Port Louis, der Hauptstadt von Mauritius. In diesem Museum werden unter anderem je eine Rote und Blaue Mauritius ausgestellt. Der Preis der Marken bewegt sich derzeit jeweils um 600.000 Euro. 
Zum Schutz der Originalmarken werden diese nur zeitweilig angestrahlt (zur halben Stunde für zehn Minuten), anderweitig sind die Kopien zu sehen. Das Museum liegt auf dem Gelände des Einkaufszentrums Le Caudan Waterfront.
Wenige hundert Meter weiter auf der anderen Seite des Hafens befindet sich das Mauritius Postal Museum, in dem Ausstellungen über die Postgeschichte der Insel zu finden sind.